# Inštitut Võro
Inštitut Võro (Võro Instituut) je estonska državna raziskovalna in razvojna institucija, ki se ukvarja z ohranjanjem in promocijo jezika ter kulture Võro.

## Zgodovina
Võro ( Võro:   [ˈvɤro kʲiːlʲ], estonsko võru keel) je jezik, ki spada v finsko vejo uralskih jezikov. Dolgo časa je veljal za narečje južnoestonske narečne skupine estonskega jezika, danes pa je priznan kot samostojen knjižni jezik in čaka na uradno priznanje kot avtohtoni regionalni jezik Estonije. Võro ima približno 75.000 govorcev (Võri), večinoma na jugovzhodu Estonije, v osmih zgodovinske župnijah: Võru, Karula, Harglõ, Urvastõ, Rõugõ, Kanepi, Põlva, Räpinä in Vahtsõliina. Te župnije so trenutno prerazdeljene v okrožji Võru in Põlva, njihovi deli pa se raztezajo tudi v okrožja Valga in Tartu. Govorce tega jezika lahko najdemo tudi v mestih Talin in Tartu ter v preostali Estoniji.
Inštitut je leta 1995 ustanovila estonska vlada, nahaja pa se v južnoestonskem mestu Võru. Direktorji inštituta so do sedaj bili Enn Kasak, Kaido Kama in Külli Eichenbaum, sedanji direktor inštituta pa je Rainer Kuuba. Med raziskovalci na inštitutu sta toponimist Evar Saar in leksikograf Sulev Iva.

## Dejavnosti
Inštitut se ukvarja s številnimi dejavnostmi oziroma izzivi, s katerimi se soočajo manj govorjeni jeziki, vključno z vzpostavljanjem šolskih programov, izvajanjem jezikoslovnih in regionalnih raziskav, ohranjanjem tradicionalnih krajevnih imen in zgodb o njih (večinoma se s tem ukvarja Evar Saar), objavljanjem jezika võro, štipendiranjem in publiciranjem šolskih učbenikov ter organiziranjem letnih jezikovnih konferenc. Cilj teh dejavnosti je spodbuditi prebivalstvo Võro, da govori svoj jezik in ohrani svoj značilen slog življenja.